# Skrøbelev (plaats)
Skrøbelev is een kleine plaats in de Deense regio Zuid-Denemarken, gemeente Langeland. De plaats ligt direct ten oosten van Rudkøbing

## Station

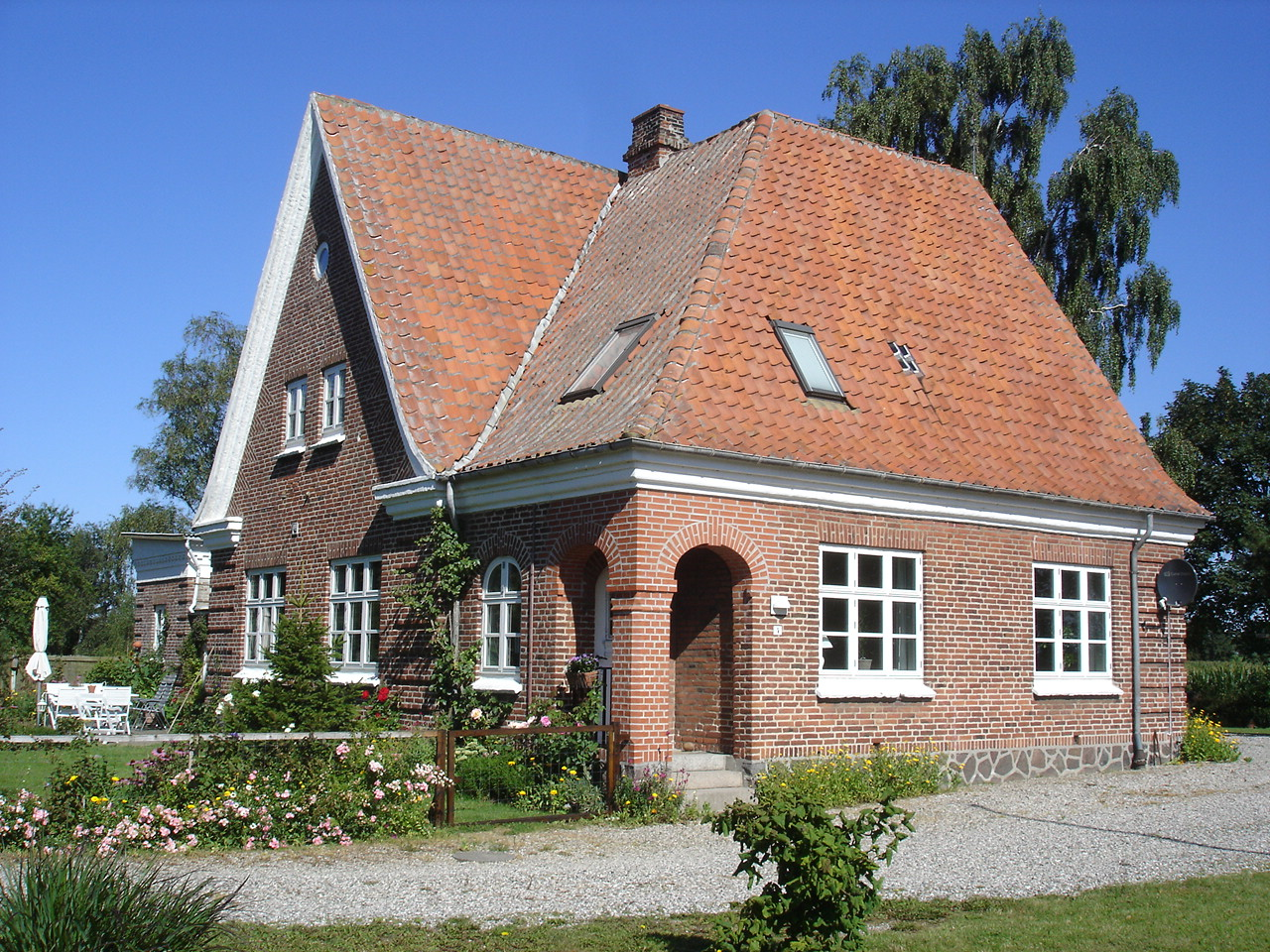

In 1911 kreeg het eiland Langeland een spoorlijn. De lijn die ook Skrøbelev aandeed, werd in 1966 al weer gesloten. Zoals veel van de stations is ook hier het stationsgebouw bewaard gebleven.